# 滝川氏
滝川氏（たきがわし、旧字体：瀧川氏）は、日本の氏族。家紋は丸に竪木瓜。近江国甲賀郡に興り、織田信長の重臣・滝川一益を出した。
一益の家系は『寛永諸家系図伝』以来、河内高安庄司の後裔を称し本姓を紀氏とするが、伴資兼の後裔で本姓伴氏の甲賀伴党に属するとする説も新井白石の『藩翰譜』などで支持されている。あるいは楠木氏、甲賀氏とする説もある。
安土桃山時代から江戸時代にかけて大名・旗本として活動した滝川氏には、一益の家系の他に、一益より滝川の苗字を授与された滝川忠征の家系と滝川雄利の家系があり、合わせて本項で扱う。

## 一益系（旗本・岡山藩士・鳥取藩士）
『寛政重修諸家譜』の編纂時に一益の子孫が江戸幕府に提出した系図では、滝川氏は紀長谷雄の後裔を称する。長谷雄の4世の孫・雄致が河内国高安庄（大阪府八尾市）の荘官になって高安庄司を称し、その後裔貞勝が戦国時代に近江国甲賀郡（滋賀県甲賀市）の一宇野城に移り住み、その子一勝（別系図の資清？）が滝城に移って滝川を称した。そして、一勝の子である一益に至って尾張国に移り、織田信長に仕えたとする。
ただし、山科言継の日記『言継卿記』に、天文2年（1533年）に言継が飛鳥井雅綱に同道して尾張国勝幡城の織田信秀を訪問した際に、出迎えて蹴鞠に参加した織田家家臣に「滝川彦九郎勝景」の名が見える等、一益が織田信長の家臣として活動を始める前から尾張国で滝川氏の武士が根付いていた記録が見られる。また、天文3年（1534年）生まれの織田信長の乳母養徳院の夫・池田恒利は、滝川貞勝の三男で池田氏に養子に入ったとする系図もある（この場合、恒利夫妻の子である池田恒興は一益の従兄弟ということになる）。
一益は、伊勢国の経略や甲州征伐に功績を上げて伊勢北部や上野国を領する重臣となるが、信長が天正10年（1582年）に本能寺の変で没した後は上野国を後北条氏に奪われ、羽柴秀吉と対立して北伊勢の所領も失って没落した。
一益長男の一忠は父とともに秀吉に従って蟹江城合戦で敗れた後は仕官せず浪人として過ごした。一忠の子・滝川一積は従弟・一乗の名代を経て1000石の旗本に取り立てられたが、寛永9年（1632年）に妻の兄弟である真田信繁の娘を無断で養育して嫁がせたことを咎められて改易された。寛文3年（1663年）に一積の嫡子・一明が300俵で召し出され、子孫は旗本となった。
一益次男の一時は徳川家康に仕えて2000石を与えられたが、慶長8年（1603年）に早世した。嫡男・一乗は幼年であったため名代に立てた従兄一積に1000石を譲り、加増分と合わせて1200石を領する旗本となった。子孫は一乗の長男・一俊（下総国葛飾郡・相馬郡900石）の系統と一乗の四男・一成（300石、のち300俵）の系統に分かれた。
一益三男の辰政は織田信包や小早川秀秋などに仕えた後、姫路藩主・池田輝政に仕官し、子孫は池田家の転封により岡山藩の番頭格の重臣（2000石）となった。滝川事件で知られる京都大学総長・瀧川幸辰は辰政の子孫である。
一益四男の知ト斎の後裔を称する家として、鳥取藩士・滝川軍右衛門家と、鳥取で医業に就く医家瀧川家がある。
一益の従兄弟とも甥とも伝わる滝川益氏（あるいは滝川益重）の次子・慶次郎利益は前田利久の養子となり、前田氏に仕えた。後に出奔し上杉景勝に再仕官しているが、利益の子・正虎は加賀にとどまり、前田利常に仕えている。

### 幕末の知行所
旧高旧領取調帳データベースによる。

#### 滝川八之助
- 下総国	葛飾郡	木崎村	183石余
- 下総国	葛飾郡	谷津村	373石余
- 下総国	葛飾郡	五木村	314石余
- 下総国	相馬郡	泉村	115石余

## 忠征系（旗本・尾張藩士）
尾張国中島郡稲島（愛知県稲沢市）出身の木全忠澄の子忠征は、滝川一益に仕えて滝川の苗字を与えられ、以後代々の子孫は滝川を称した。
忠征は一益の没落後、豊臣秀吉に仕えて摂津国川辺郡、丹波国船井郡、近江国蒲生郡、美濃国加茂郡の4郡で2010石余りを与えられており、関ヶ原の戦いの後は徳川家康に仕えてそのまま旗本となって、名古屋城築城の普請奉行を務めた後、家康の遺命により尾張藩の年寄（家老）に任命され、尾張国内で6000石を与えられて出生地の稲島に屋敷を構えた（稲島城）。
尾張藩への転属後、忠征は外孫（娘と広島藩主浅野氏の家臣浅野忠正の間の子）直政を早世した長男法直の婿養子に迎えた上で秀吉から与えられた旧領2010石余りを譲って幕府直参の旗本に別家させた。
他方、存命の四男時成と五男忠尚は父に従って尾張藩に仕え、忠征が与えられた稲島6000石を時成、隠居料1000石を忠尚が相続した。
これにより、子孫は旗本と尾張藩士の2系統に分かれた。旗本系は加増も所領の分割もなく2010石余りの旗本1家が存続した。幕末の当主滝川元以は遠国奉行を歴任した。
尾張藩重臣の滝川家は短命の当主が続いて名跡相続を繰り返し、所領を1300石まで減らして在所の稲島も返上した。江戸時代後期に小折生駒氏から養子入りした滝川忠暁が家祖忠征以来の年寄に登用され、4000石に加増されて稲島を再び在所とした。1000石を領した分家も3代目が本家名跡を相続した際に断絶したが、忠暁の五男滝川忠貫が再興し、忠貫は幕末に年寄等の要職を歴任した。
忠征系は、一益系と同じく本姓を紀氏とした。

### 幕末の知行所
旧高旧領取調帳データベースによるが、摂津国に所在する所領のみ「滝川鍼太郎」名義となっている。理由は不明。

#### 滝川主殿
- 美濃国	加茂郡	則光村	254石余
- 美濃国	加茂郡	野原村		19石余
- 美濃国	加茂郡	加茂野村 	7石余
- 美濃国	加茂郡	為岡村		193石余
- 美濃国	加茂郡	山本村		226石余
- 近江国	蒲生郡	蒲生堂村	486石余
- 丹波国	船井郡	東大戸村		251石余
- 丹波国	船井郡	東高屋村	97石余

#### 滝川鍼太郎
- 摂津国	川辺郡	潮江村	574石余

## 雄利系（片野藩主・旗本）
村上源氏北畠氏庶流木造氏の僧・主玄は、一益が木造氏を調略して織田方につけた際に一益に才能を見出され、滝川の苗字を与えられて滝川雄利と名乗った。
雄利は織田信雄、豊臣秀吉に仕えて伊勢国神戸城2万石を領し、関ヶ原の戦いで西軍について失領するものの、徳川家康に召し出されて常陸国片野藩2万石の藩主となった。雄利の長男・正利は病弱で嗣子がなかったため、寛永2年（1625年）に所領の大半を返上して2000石の旗本となった。正利の死後、譜代大名土岐氏出身の滝川利貞が幕命で正利の娘を娶って名跡を継承し、夫妻の次男・利錦が加増されて4000石を与えられた。片野から近江国内に所領を移されて浅井郡宮部（滋賀県長浜市）に陣屋を設け、子孫は4000石の旗本として存続した。利錦の子孫には甲府勤番支配として甲府学問所徽典館の創建や甲斐国の地誌『甲斐国志』の編纂に関わった滝川利雍がいる。
利錦の弟・具章は近江国滋賀郡・蒲生郡の2郡に1500石の所領を与えられ、家督は具章の次男・平利が1200石を相続し、具章の三男・邦房に300石を分知した。邦房の跡は養子の利行が継いだが、後に利行は平利の跡を継いだ具章の末子具英の養子となって300石の所領を返上したため、子孫は1200石の旗本1家が幕末まで存続した。具章の子孫には鳥羽・伏見の戦いの戦端を開いたとされる大目付の滝川具挙、戊辰戦争を通して活躍した滝川具綏がいる。
雄利系は、江戸時代の初め頃は一益系と同じく紀氏を称していたが、のちに家祖の雄利の出自にちなんで村上源氏に改めた。

### 幕末の知行所
旧高旧領取調帳データベースによる。同データベースには近江国滋賀郡・蒲生郡で1200石の知行を領した分家の記載がないが、これは幕末の当主である滝川具挙が鳥羽・伏見の戦いの責任で処分された後、家督継承を許された次男規矩次郎（具和）は徳川宗家に従って静岡藩の藩士となり、旧幕時代の所領を失ったため。

#### 滝川斧太郎
- 近江国	蒲生郡	馬淵村	371石余
- 近江国	坂田郡	池下村	666石余
- 近江国	坂田郡	河崎村	83石余
- 近江国	坂田郡	南小足村 128石余
- 近江国	浅井郡	宮部村	2000石余
- 近江国	浅井郡	大井村	176石余
- 近江国	浅井郡	曾根村	500石余
- 近江国	浅井郡	十九村	95石余